# منتخب إيران لكرة اليد
منتخب إيران لكرة اليد هو الممثل الرسمي لدولة إيران في لعبة كرة اليد.

## سجل النتائج في البطولة الآسيوية
- 1989: 8
- 1991: 11
- 1993: 9
- 2000: 5
- 2002: 5
- 2004: 7
- 2006: 4
- 2008: 4

## سجل النتائج فيالألعاب الآسيوية
- 1986: 5
- 1998: 4
- 2006: البرونزية

## روابط إضافية
- IR Iran Handball Federation